# Předposlední utkání
Předposlední utkání je předposlední knihou ze série dětských novel Řada nešťastných příhod, kterou napsal v letech 1999 až 2006 americký spisovatel Daniel Handler pod pseudonymem Lemony Snicket.

## Děj
V tomto díle knihy se sourozenci Baudelairovi (Violet, Klaus a Sunny), dostanou do záhadného a velkého hotelu Rozuzlení. Z jedné strany před hotelem je velké jezero a z druhé širé moře. Hotel, jak se na první pohled zdá, má dva ředitele, bratry Franka a Ernesta Rozuzlené. Tedy alespoň si to všichni myslí. Na konci se však sourozenci Baudelairovi dozvědí, že hotel má vlastně ještě jednoho ředitele, Deweye Rozuzleného. Když se sourozenci převléknou do šatů hotelových sluhů, řekne jim jejich těhotná přítelkyně Kit Snicketová, že ve čtvrtek má do hotelu dorazit jakási cukřenka. Sourozenci Baudelairovi neví, co v té cukřence je a proč je vlastně tak důležitá (a bohužel se to nikdy nedozví), ale dělají všechno pro to, aby byla ona cukřenka v bezpečí, a neuvědomují si, že místo toho pomáhají zloduchům, kteří se jí také chtějí zmocnit. Když sourozenci spí na recepčním stole, probudí je zvuk lana dopadajícího na zem. Pak vidí, že dolů slezla záhadná postava a vyklubal se z ní (jak jim později sám řekl) právě třetí ředitel hotelu – Dewey Rozuzlený.
Hrabě Olaf ani v této knize nechybí. Objeví se s harpunometem v ruce a míří jím na Deweye. Baudelairovi ho chtějí krýt, ale to je ještě horší. Hrabě Olaf začne počítat do deseti. Do toho všeho se vřítí pan Poe (správce dědictví dětí Baudelairových). Olaf rychle hodí zbraň sirotkům do rukou. Ti ho však neudrží a spadne jim na zem. Zbraň vystřelí a zasáhne třetího ředitele hotelu Rozuzlení přímo do plic. Po této nehodě má hotel už jen dva ředitele. Hned následující den se koná soud, a to přímo v hotelu. V průběhu soudu všichni musejí mít na očích pásky. Soud se zvrtne, hrabě Olaf dostane soudkyni do svých spárů a s ní i Violet, Klause a Sunny. Sirotci Baudelairovi jsou nuceni hotel zapálit. Podaří se jim včas uniknout ve člunu, vezmou s sebou ale i zlosyna hraběte Olafa. Sletí ze střechy a tím tento díl končí. Na něj však navazuje poslední díl ze série knih Řady nešťastných příhod, s názvem Konec.